# (466652) 2014 WE68
(466652) 2014 WE68 es un asteroide perteneciente al cinturón de asteroides, descubierto el 8 de diciembre de 1999 por el equipo Spacewatch desde el Observatorio Nacional de Kitt Peak (Arizona, Estados Unidos).